# McKenzie (Oregon)
De McKenzie is een rivier in het noordwesten van de Verenigde Staten van Amerika in de staat Oregon. De rivier is een zijrivier van de Willamette en heeft een lengte van ongeveer 138 km. Zij zorgt voor afwatering van Cascade Range ten oosten van Eugene naar het meest zuidelijke deel van de Willamette-vallei. De rivier is genoemd naar de Schots-Canadese huidenhandelaar Donald MacKenzie.
De McKenzie ontspringt in het Willamette National Forrest in de county Linne, Oregon, enkele kilometers ten noorden van Belknap Springs, county Lane. Vandaar uit loopt de rivier naar het zuiden door het Trail Bridge Reservoir om bij Belknap Springs naar het westen af te buigen. Net voor de plaats Blue River, county Lane, stromen de South Fork McKenzie en de Blue in de McKenzie.
De South Fork McKenzie ontspringt in de buurt van het Pacific Crest Trail in het gebied van de Three Sisters Wilderness in county Lane. De rivier is 50 km lang en stroomt in noordnoordwestelijke richting door het Cougar Reservoir en is de afwateringsrivier van de Cougardam. Enkele kilometers ten noordoosten van Eugene stroomt de Mohawk in de McKenzie.
De McKenzie vormt de enige bron van drinkwater voor de stad Eugene.